# Baresani
Baresani (macedónul: Барешани) település Észak-Macedóniában, a Pelagonijai körzet Bitolai járásában.

## Népesség
| Lakosok száma | 516  | 520  | 498  | 451  | 303  | 436  | 212  | 205  | 146  |
|               | 1948 | 1953 | 1961 | 1971 | 1981 | 1991 | 1994 | 2002 | 2021 |

2002-ben 205 lakosa volt, akik közül 204 macedón és 1 egyéb nemzetiségű.